# سينثيا بيلي
سينثيا بيلي (بالإنجليزية: Cynthia Bailey)‏ هي عارضة وممثلة أمريكية، ولدت في 19 فبراير 1968 في توسكومبيا في الولايات المتحدة.